# 田唯嘉
田唯嘉（1581年—1648年），號陆海，直隶饶阳县人。明朝政治人物。萬曆丙辰進士，崇禎間官至吏部尚書。

## 生平
田唯嘉自幼从父入学，万历三十一年（1603年）癸卯科舉人，四十四年（1616年）中丙辰科进士。初任河南项城县知县，未一載，调任祥符县，因政绩卓著，天啓二年（1622年）六月考选，授候補御史，三年二月補江西道监察御史。其“弹劾不避权贵”，四年两浙巡盐，天啓六年（1626年）二月差竣赴京违限，遭魏忠贤阉党构陷削职。
崇祯初年，起为山東道御史，五月巡按应天府，三年升太僕寺少卿，五年升都察院左佥都御史，六年升左副都御史，崇祯八年（1635年）七月迁吏部右侍郎，调左侍郎。十年二月，清军入关，京师戒严，田唯嘉守正阳门有功，升任吏部尚书。崇祯十一年三月初六日被劾罢官，归隐饶阳。
崇祯十七年（1644年），李自成破北京，派县令至饶阳。田唯嘉等人杀县令，不久清军入关，田唯嘉派其子献城于多尔衮。清廷起用田唯嘉，其托病推辞，不久病卒。葬于饶阳东留吾村。

## 家族
祖籍口外小兴州，明初因战乱迁至饶阳北岐河村。曾祖田镒。祖田继良。父田茂春，安贫力学，乐育生徒。

## 著作
有《西台疏义》。
| 官衔          | 官衔                         | 官衔          |
| ------------- | ---------------------------- | ------------- |
| 前任： 胡霑恩 | 明朝祥符县知县 1616年—1619年 | 繼任： 李鲁生 |